# Tarzan the Tiger
Tarzan the Tiger é um seriado estadunidense de 1929, gênero aventura, dirigido por Henry MacRae, em 15 capítulos, estrelado por Frank Merrill como Tarzan, Natalie Kingston como Jane, Al Ferguson, Kithnou e Sheldon Lewis. Baseado no livro Tarzan and the Jewels of Opar, de Edgar Rice Burroughs, foi adaptado por Ian McClosky Heath. Produzido pela Adventure Pictures e Universal Pictures, foi distribuído pela Universal Pictures, e veiculou nos cinemas estadunidenses entre 9 de dezembro de 1929 e 17 de março de 1930.
Tarzan the Tiger é uma seqüência para o seriado de 1928, Tarzan the Mighty, também da Universal Pictures e também interpretado por Frank Merrill.
Este seriado foi considerado perdido por um tempo, mas uma cópia foi encontrada. Hoje a série está disponível em DVD e, no domínio público, disponível para download pela internet.

## Sinopse
Lord Greystoke (Tarzan) volta à África, com Lady Jane e o amigo Albert Werper, para retornar à Opar. Ele necessita d tesouro de Opar para garantir suas propriedades na Inglaterra. Werper, no entanto, é realmente interessado no ouro para ele próprio, e é aliado com o comerciante de escravos árabes Achmet Zek, que quer vingança contra Tarzan e Lady Jane.

## Elenco
- Frank Merrill … "The Lord of the Manor" — conhecido em Londres como o Conde de Greystoke — e Tarzan, the Tiger!". Frank Merrill repete o papel de Tarzan que fizera em Tarzan the Mighty. Seu desempenho nesses dois seriados o torna o último Tarzan da era silenciosa e o primeiro Tarzan da era sonora. Merrill fez seu próprio dublê e inventou o grito de Tarzan original.[2][3]
- Natalie Kingston … Lady Jane, sua esposa, que deixou a sociedade de Londres para viver na selva. Natalie Kingston novamente foi escalada como o interesse amoroso de Tarzan, mas desta vez interpretou a tradicional personagem Lady Jane, ao invés de Mary Trevor (de Tarzan the Mighty). A mudança não foi explicada no seriado.[2][3]
- Al Ferguson … Albert Werper, mercenário — um convidado sob o disfarce de cientista amigável. Al Ferguson também novamente foi escalado como o vilão da história, mas não é o mesmo personagem (em Tarzan the Mighty ele interpretou o pirata Black John).
- Kithnou … A Sacerdotisa dos Adoradores do Sol — La.  Mademoiselle Kithnou era uma dançarina e atriz de ascendência indiana e europeia de Puducherry, (na época) Índia Francesa), ou possivelmente de Maurícia.[4][5][6]
- Sheldon Lewis … Achmet Zek, um chefe nômade, cujo tráfego de escravos faz com que Tarzan trave uma guerra implacável contra ele.

## Créditos
Texto de abertura de créditos para cada personagem.

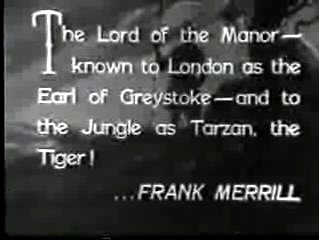
Abertura de crédito para Frank Merrill
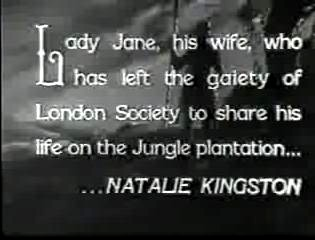
Abertura de crédito para Natalie Kingston
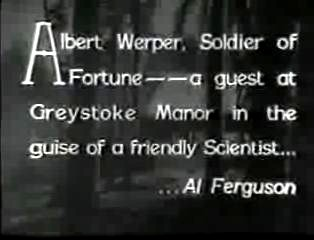
Abertura de crédito para Al Ferguson
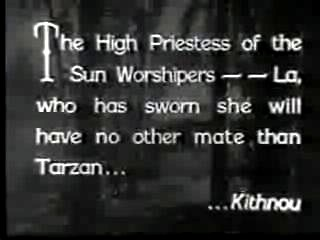
Abertura de crédito para Kithnou

## Produção

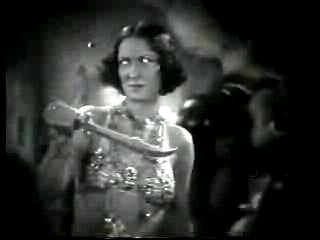
Kithnou como La, Rainha de Opar.

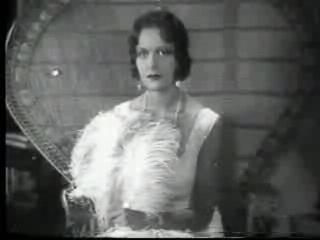
Natalie Kingston como Lady Jane.

Tarzan the Tiger foi uma sequência baseada no sucesso de Tarzan the Mighty.
Os anúncios sobre o seriado, além de mostrarem os usuais perigos da selva (tais como elefantes, leões, tigres e gorilas), focavam também nas belas mulheres (Lady Jane, La e as mulheres nas cenas do mercado de escravos). Kingston, como Jane, aparecia nua em uma sequência de nado. “Diz-se que os pais às vezes acompanharam seus filhos para as exibições”.
Foi planejada uma trilogia para o seriado de Tarzan com Frank Merrill. O terceiro episódio se chamaria Tarzan the Terrible. No entanto, a voz de Merrill foi considerado inadequada para filmes sonoros, e a sequência foi cancelada. Merrill fez várias aparições públicas vestido de Tarzan, para promover o filme, influenciando as crianças. Frente às questões sobre sua voz, aposentou-se após este seriado e dedicou sua vida às crianças. Ele se tornou um Diretor de Lazer para a Comissão de Parques da Prefeitura de Los Angeles.
Tarzan the Tiger foi um filme que marcou a transição entre a era muda e a sonora, e foi lançada em uma versão silenciosa e em uma versão mista, em parte silenciosa e em parte sonora. A trilha sonora só apresentava efeitos musicais e sonoros, mas incluía o primeiro grito de Tarzan, embora ainda não soasse como o grito, agora tradicional, que foi usado no filme de Johnny Weissmuller, Tarzan the Ape Man (1932).
O ator Frank Merrill dublara Elmo Lincoln em grande parte do seriado The Adventures of Tarzan, de 1921. Sete anos mais tarde, Merrill foi escalado como o próprio personagem em Tarzan the Mighty e depois em Tarzan the Tiger.

## Capítulos
1. Call of the Jungle
2. The Road to Opar
3. The Altar of the Flaming God
4. The Vengeance of La
5. Condemned to Death
6. Tantor the Terror
7. The Dealy Peril
8. Loop of Death
9. Flight of Werper
10. Prisoner of the Apes
11. The Jaws of Death
12. The Jewels of Opar
13. A Human Sacrifice
14. Tarzan's Rage
15. Tarzan's Triumph

## Download para assistir online
- Assista Tarzan the Tiger (cap 1 -7)
- Assista Tarzan the Tiger (cap 8 – 15)